# Pedicularis alatauica
Pedicularis alatauica är en snyltrotsväxtart som beskrevs av Stadlm. och Aleksei Ivanovich Vvedensky. Pedicularis alatauica ingår i släktet spiror, och familjen snyltrotsväxter. Inga underarter finns listade i Catalogue of Life.